# Нёвик (кантон, Коррез)
Нёви́к (фр. Neuvic) — кантон во Франции, находится в регионе Лимузен, департамент Коррез. Входит в состав округа Юссель.
Код INSEE кантона — 1919. Всего в кантон Нёвик входят 10 коммун, из них главной коммуной является Нёвик.

## Коммуны кантона
| Коммуна              | Население, чел. (2007) | Почтовый индекс | Код INSEE |
| -------------------- | ---------------------- | --------------- | --------- |
| Ламазьер-Бас         | 276                    | 19160           | 19102     |
| Лижиньяк             | 617                    | 19160           | 19113     |
| Нёвик                | 1 887                  | 19160           | 19148     |
| Палис                | 229                    | 19160           | 19157     |
| Рош-ле-Пейру         | 85                     | 19160           | 19175     |
| Сент-Илер-Люк        | 78                     | 19160           | 19210     |
| Сент-Мари-Лапануз    | 57                     | 19160           | 19219     |
| Сент-Этьен-ла-Женест | 75                     | 19160           | 19200     |
| Серандон             | 347                    | 19160           | 19256     |
| Ширак-Бельвю         | 259                    | 19160           | 19055     |

## Население
Население кантона на 2007 год составляло 3 910 человек.
| 1962  | 1968  | 1975  | 1982  | 1990  | 1999  | 2006  | 2007  |
| ----- | ----- | ----- | ----- | ----- | ----- | ----- | ----- |
| 4 079 | 4 571 | 4 055 | 3 973 | 3 829 | 3 804 | 3 899 | 3 910 |